# Miasto nowych ludzi

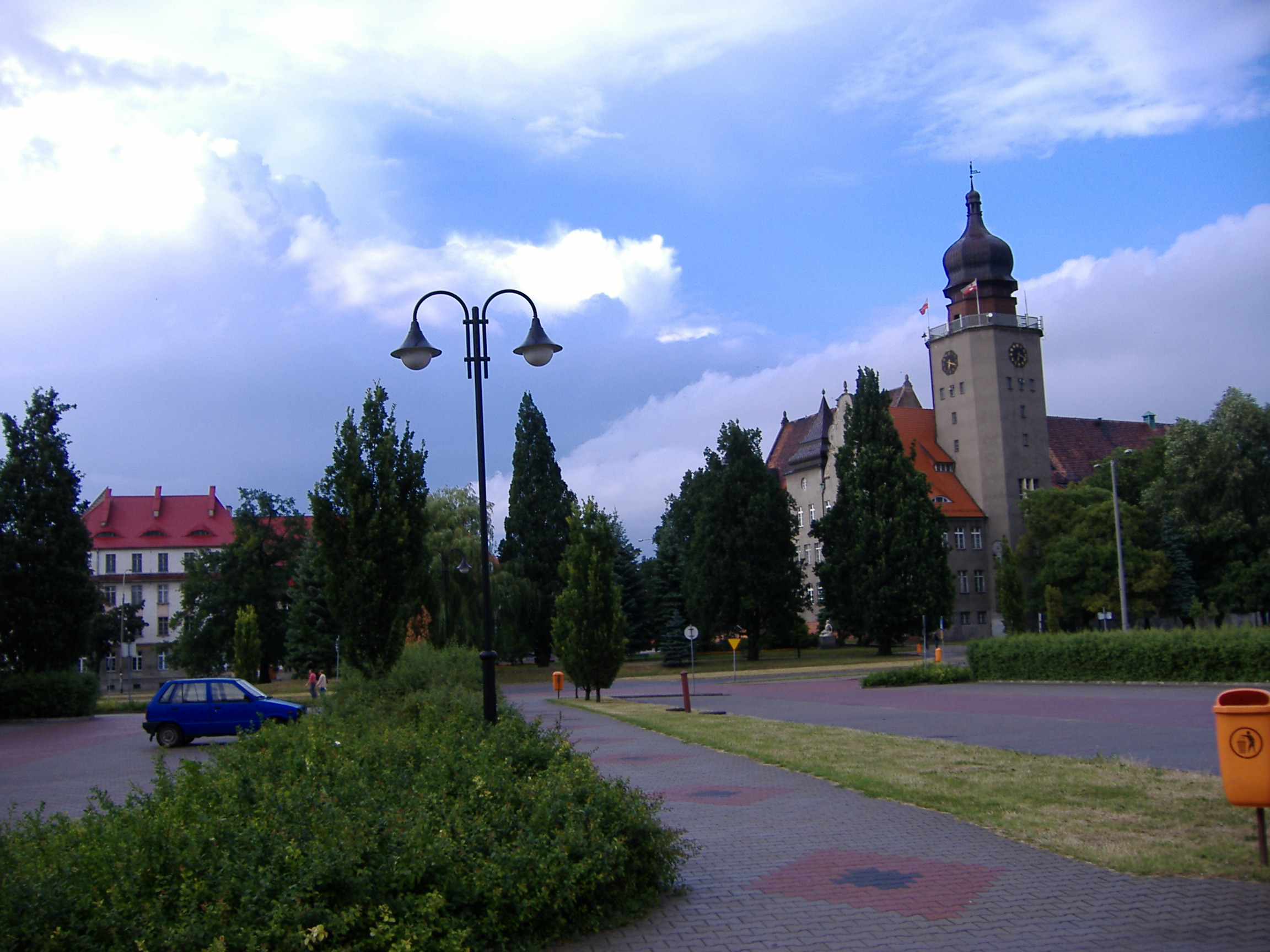
Ratusz elbląski - centralne miejsce akcji powieści

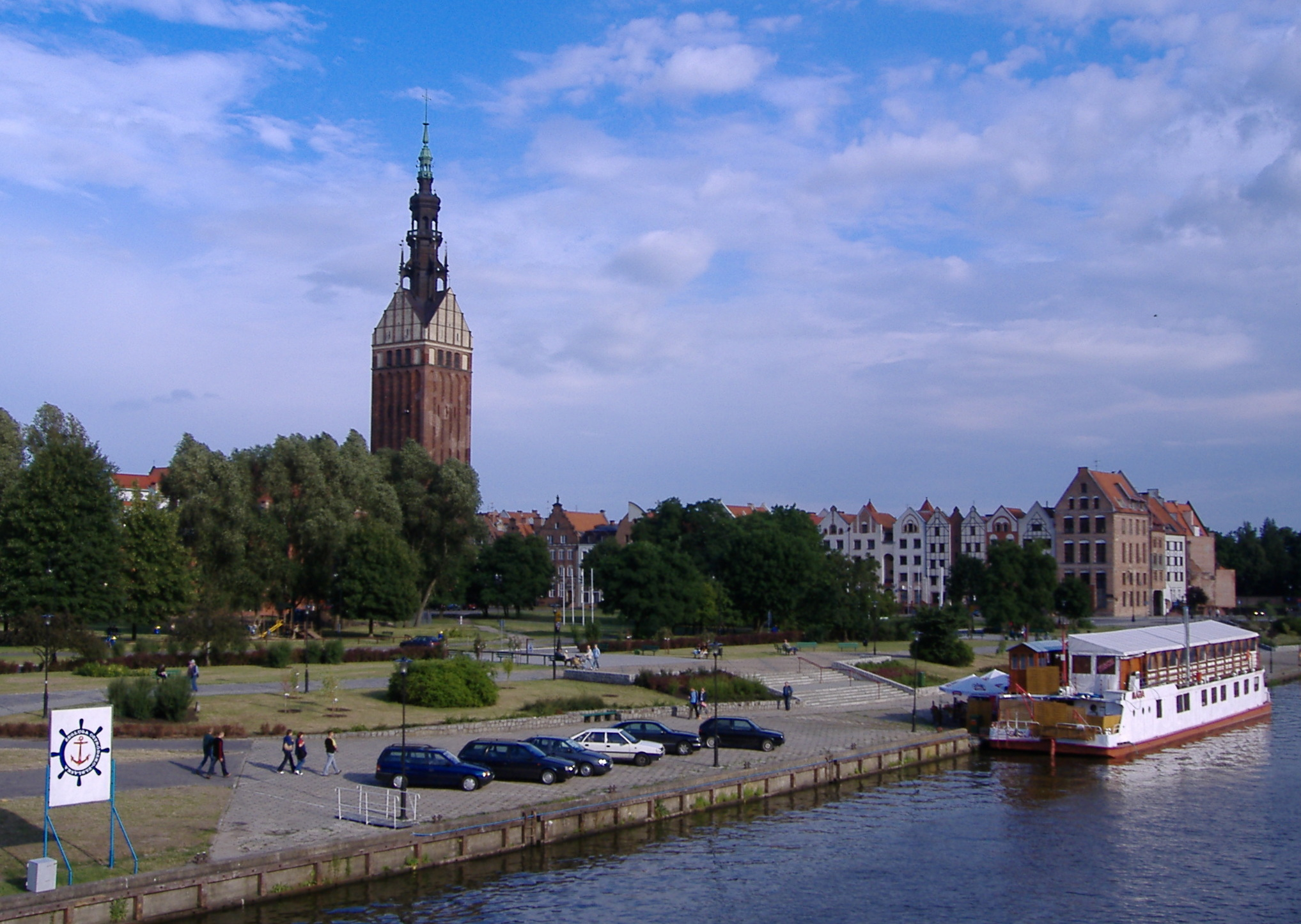
Stare Miasto w Elblągu - miejsce większości zdarzeń

Miasto nowych ludzi – dwutomowa socrealistyczna powieść Janiny Dziarnowskiej z 1954.

## Treść
Akcja powieści rozgrywa się w jednym z miast na Ziemiach Odzyskanych tuż po zakończeniu II wojny światowej i w pierwszych latach powojennych. Nigdzie na stronach powieści nie pada nazwa miasta, ale z opisów topograficznych wynika wprost, że chodzi o Elbląg. 
Autorka skupia się na opisie powolnej integracji społeczności miejskiej, która zasiedlała Elbląg po wojnie. Jej członkowie pochodzili z różnych stron Europy - z utraconych Kresów Wschodnich, z Europy Zachodniej (polska armia na Zachodzie), a także z innych miast polskich (Warszawy, Poznania, czy Łodzi). Z przypadkowej początkowo zbieraniny, żyjącej w poczuciu tymczasowości i w strachu przed wysiedleniem, tworzy się zwarty kolektyw, zdolny do wspólnej pracy i przezwyciężania przeciwności losu oraz problemów.
Osią powieści jest stopniowe uruchamiania zakładów pracy, szkół, agend Urzędu Miejskiego, przejmowanych od Armii Czerwonej w stanie kompletnej ruiny (zakłady produkcji taboru kolejowego, fabryka cukierków, stocznia, tramwaje, elektrownia, gazownia i inne). Odbudowa pokazana jest oczami bohaterów, reprezentujących rozmaite poglądy i doświadczenia życiowe. Najważniejsi z nich to:
- Paweł Szumski - prezydent miasta, przedwojenny komunista z KPP,
- Marian Maliniak - sekretarz komitetu miejskiego PPR (akcja toczy się przed zjednoczeniem i powstaniem PZPR), inwalida wojenny,
- robotnicza rodzina Bewanków z warszawskiej Woli,
- dobry Niemiec - przedwojenny komunista z Elbląga - Konnecker,
- Zbyszek Bogdaniecki - birbant, złodziej, spekulant i dywersant,
- Joasia Paduch - ideowa, młoda, pełna zapału szefowa Wydziału Kwaterunkowego, zakochana początkowo w Bogdanieckim, ostatecznie porzuca go i wybiera wierność ideałom komunizmu,
- towarzyszka Trawińska - przedwojenna działaczka spółdzielcza,
- Lena Filipowiczowa - przewodnicząca Wydziału Szkolnego, kobieta z ciężką przeszłością wojenną,
- Albert Skierski (właściwie Wojciech Iskierski) - lekarz,
- Juliusz Dworecki - dyrektor zakładów naprawy taboru kolejowego, człowiek niezbyt przekonany do nowego ustroju,
- Ryszard Kałużyński - spółdzielca.

W powieści jasno postawiona jest granica między dobrem i złem - dobro i rozsądek reprezentują działacze komunistyczni, a źli są przedwojenni reakcjoniści, związani z ośrodkami zagranicznymi (posiadający dolary i przedmioty z UNRRY) i ich krajowa agentura, przede wszystkim związana z PSL Mikołajczykowskim. Sieją oni dywersję, a w najlepszym przypadku spowalniają pracę nad odbudową kraju.

## Kontekst
Autorka w bardzo realistyczny sposób ukazuje ogromne trudności, z jakimi stykali się pierwsi osadnicy na terenie miasta, nie wspominając jednak praktycznie o wysiedleniach ludności niemieckiej oraz celowych zniszczeniach i kradzieżach dokonywanych przez Rosjan, którzy przedstawinie są, jako serdeczni i uprzejmi wyzwoliciele, ofiarnie broniący mienia społecznego, celem przekazania go polskiej administracji. Historycznie interesujące są opisy miasta i jego dzielnic, poszczególnych kwartałów ulic, zakładów przemysłowych, parków, czy pierwszej wycieczki kutrami rybackimi do Krynicy Morskiej, także nie wymienionej z nazwy. 
Wydanie z 1954 wyszło w ramach Biblioteki Przyjaciółki (50.000 egzemplarzy) i na okładce ukazuje panoramę Starego Miasta w Elblągu, które w tych latach już nie istniało (w 1947 resztki rozebrano, a cegły wywieziono na odbudowę Warszawy, o czym autorka nie wspomina), a zatem inspiracją musiały być pocztówki lub zdjęcia przedwojenne. Nad kamieniczkami dodano dwa dymiące kominy, aby nadać panoramie bardziej robotniczy charakter.